# João Carlos de Bragança
João Carlos de Bragança e Ligne de Sousa Tavares Mascarenhas da Silva, Duque de Lafões (Lisboa, 6 de março de 1719 – Lisboa, 10 de novembro de 1806), foi político e membro destacado da alta nobreza portuguesa de finais do século XVIII, foi marechal general do Exército português, que comandou durante a Guerra das Laranjas, episódio traumático na História de Portugal.
Sócio fundador da Academia Real das Ciências de Lisboa, tendo esta conhecido a sua génese na Sala da Academia do Palácio do Grilo, o Duque exerceu ainda o cargo de ministro assistente ao despacho (Primeiro-Ministro) de Portugal entre 6 de Janeiro e 21 de Maio de 1801, sendo demitido do cargo após a entrada das forças espanholas no Alentejo, embora tenha mantido a dignidade de marechal do exército.

## Biografia

### Família e nascimento
O 2.º duque de Lafões era filho segundo do infante D. Miguel de Bragança, Duque de Lafões, filho bastardo do rei D. Pedro II, sendo assim parente próximo da família real portuguesa. Nasceu em Lisboa em 6 de Março e foi baptizado a 25 de Abril de 1719 pelo patriarca D. Tomás de Almeida, sendo seu padrinho D. João V, seu tio. Seria o segundo duque de Lafões, 4.º Marquês de Arronches, 8.º conde de Miranda, governador da Estremadura, escritor e sábio, fundador da Academia Real de Ciências de Lisboa, tomando parte da Guerra dos Sete Anos no exército austríaco  e em 1800 comandante do exercito português. O herdeiro da importantíssima casa era seu irmão primogénito, o infante D. Pedro Henrique de Bragança, 1.º Duque de Lafões, e por sua morte, herdou este seu irmão os senhorios, alcaidarias-mores, comendas, padroados e outros bens por ele possuídos. A casa de Sousa, donde descendia pelo lado materno, era nobre e antiquíssima, pois a instituição daquele senhorio remonta ao ano 1300.
O pai casara em 30 de Janeiro de 1715 com D. Luísa Casimira de Nassau e Sousa, herdeira da importante Casa de Sousa e sucessora dos títulos de Marquês de Arronches e de Conde de Miranda, ficando na posse de todos os bens da coroa e ordens, morgados, padroados e outras prerrogativas a ela pertencentes. Por esta via, o infante ficou no gozo de uma imensa riqueza, embora por pouco tempo, já que faleceu a 13 de Janeiro de 1724, afogado no rio Tejo, por se ter voltado a embarcação que o trazia da Outra Banda para Lisboa. A mulher sobreviveu-lhe cinco anos, morta a 16 de Maio de 1729.
O herdeiro da importantíssima casa foi o primogénito, D. Pedro Henrique de Bragança, que por decreto do rei D. João V, de 17 de Fevereiro de 1718, confirmado por carta de 5 de Setembro do mesmo ano, foi feito o 1.º duque de Lafões. Contudo, D. Pedro Henrique faleceu em 1761, sem deixar sucessor, ficando como herdeiro seu irmão, razão pela qual este acederia, mais tarde, ao título de 2.º duque de Lafões. Era 4.º marquês de Arronches (1738), 8.° Conde de Miranda e tinha direito ao tratamento de sobrinho.

### Educação e os anos formativos
Estudou, juntamente com o duque seu irmão, humanidades e filosofia. Feitos os estudos preparatórios, ingressou na Universidade de Coimbra como porcionista, no Colégio de São Pedro, seguindo o curso de Direito Canónico. D. João V destinava-o à carreira eclesiástica, e na infância havia chegado a tomar o hábito. Após o seu ingresso na Universidade deu-lhe as honras de marquês por aviso de 31 de Julho de 1738, tendo a precedência aos marqueses que depois dele fossem criados. O Rei o destinava firmemente à carreira eclesiástica.
Para além das honras, o seu tio e padrinho, o rei D. João V, concedeu-lhe, em razão do parentesco, por decreto pelo Conselho da Fazenda de 1 de Setembro de 1740, a quantia de 500$000 réis anuais, passando-lhe carta em 4 de Novembro, e de que fossem, sem exemplo, assentados no almoxarifado da imposição dos vinhos da cidade de Lisboa. A 25 de Dezembro de 1753 se pôs apostilha de transferência para os receber pela alfândega, juntamente com uma tença de 300$000 réis, de que lhe fora dado um padrão em 25 de Junho daquele ano, principiando a vencer por essa casa desde 1 de Janeiro de 1754.
Em 31 de Agosto de 1740 fora nomeado conselheiro do rei D. João V, porém, não se conformava com a vida religiosa, para que não se sentia com vocação, o que muito desgostava o seu real tio e protector. Na hora dos exames a Congregação da Universidade ficou em dúvida sobre o formulário a seguir e consultou D. João V: há uma carta a respeito, bastante conhecida, de Alexandre de Gusmão, de 14 de Abril de 1741. Nascera na corte e para a corte, sendo atraído pelos exercícios corporais, as artes nobres, as línguas e as belas letras. Possuía notável agudeza de espírito e grande propensão ao epigrama. Na Universidade, tanto o reitor como os lentes não tinham tido nunca um discípulo de tão elevada categoria, e na época dos exames ficaram incertos sem saberem qual o formulário que deveriam empregar no modo de o examinarem. Expuseram as suas dúvidas para a corte, e receberam em resposta, por carta régia datada de 4 de Abril de 1742, uma repreensão, na qual o rei dizia estranhar as dúvidas  e afirmava porque destes a conhecer a fraqueza dessa universidade na ignorância que tendes para poder tratar com pessoas de alta qualidade. Fazei também estudo político, que é preciso aos homens que desejam ser sábios, se quereis merecer a minha protecção. Na sequência desse incidente protocolar, e porque existiriam escrúpulos por parte do futuro 2.º duque de Lafões, foi o mesmo, para se eximir deles, mandando recolher à corte, sem despedir-se de pessoa alguma empregada no ministério da Universidade. Em vista deste aviso, recolheu-se a Lisboa em Abril de 1742, e ali permaneceu até à morte do monarca ocorrida a 31 de Julho de 1750.
Carta régia para Francisco Carneiro de Figueiroa, reitor da Universidade de Coimbra:
Reitor e lentes da Universidade de Coimbra: eu el-rei vos envio muito saudar. Vi a consulta que me fizestes sobre o formulário dos actos de meu sobrinho D. João Carlos, e, como seja certo que as regras estabelecidas para se guardarem entre os meus vassalos não compreendam as pessoas reais nem as que lhe são imediatas: ora estranho muito as mesmas dúvidas assim por este respeito que não deveis perder de vista, como porque destes a conhecer a fraqueza dessa Universidade na ignorância que tendes para poder tratar com pessoas de alta qualidade. Fazei também estudo político, que é preciso aos Homens que desejam ser sábios, se quereis merecer a minha protecção. — Lisboa, 4 de Abril de 1742 — Rei.
Aviso de Alexandre de Gusmão ao Sr. D. João Carlos de Bragança:
Ill.mo e Ex.mo Sr. El-rei viu a consulta da Universidade pela qual se certificava das dúvidas que tinham o reitor e lentes dela sobre o formulário dos actos de V. Ex.ª, e dando-se por mal servido, os repreende por carta deste correio. Viu também a carta de V Ex.ª, e ponderando os seus escrúpulos, o quer eximir deles, mandando que V. Ex.ª se recolha à corte, sem despedir-se de pessoa alguma empregada no ministério da Universidade. A pessoa de V Ex.ª guarde Deus muitos anos. — Lisboa, 4 de Abril de 1742, etc.
No sobrescrito deste Aviso lia-se: Ao Sr. D. João Carlos de Bragança, príncipe do sangue da real família de Portugal, Coimbra.
Pôs completamente de parte a ideia de tomar ordens e estanciou na Corte até à morte do Rei.

### O consulado do marquês de Pombal
Com a subida ao trono do rei D. José I a corte assumiu um novo cariz face ao crescente poder do ministro Sebastião José de Carvalho e Melo. Os foros da nobreza eram forçados a abaixar-se ante o poder real representado pelo seu ministro. Sentindo-se acossada nas suas prerrogativas, a nobreza não abandonou de bom grado os seus privilégios e à impressão de espanto sucedeu o instinto da resistência, mostrando que as inovações do ministro não seriam aceites sem luta.
D. João Carlos, que pelo engenho se fizera bem quisto dos fidalgos e do povo, pela hierarquia, pelo sangue e nome que o traziam perto do trono, e por isso o faziam menos acessível às repressões, parecia talhado, depois dos Marialvas, para chefe da oposição áulica. O conde de Oeiras, porém, não esmorecia na sua reconhecida energia, e não tardou, apesar de ser quem era, que D. João Carlos de Bragança recebesse as mais visíveis provas de desagrado do soberano. Esse desagrado materializou-se em 1761, quando o seu irmão primogénito, o 1.º duque de Lafões, faleceu sem herdeiros e o monarca lhe recusou a sucessão no título.
O Rei se recusou a lhe reconhecer o título de duque, Pombal lhe impôs saída do pais. Foi para a Inglaterra onde a Royal Society o elegeu sócio – era o título de que mais se orgulhava. Sob D. José I, correu as cortes da Europa. Passou à Áustria, batendo-se contra os exércitos de Frederico II da Prússia na Guerra dos Sete Anos. Em Viena foi amigo de Christoph Willibald Gluck e Pietro Metastasio e nos salões de sua residência Mozart deu, aos 12 anos, um dos seus mais célebres concertos.
Com a derrota austríaca, viajou longamente pela Suíça, Itália, França, Suécia, Egipto e Turquia, sempre interessado nos progressos científicos e industriais, letras, artes e de modo geral vida e costume das populações. A curiosidade o levou aos países do Norte, Prússia, Polónia, Escandinávia, percorrendo até a Lapónia.
Comenta um cronista:
Morrera-lhe o irmão mais velho em 1761, sem deixar sucessor, e pertencia-lhe de direito a casa e o título de Duque e o Rei negou-lhe a sucessão. D. João percebeu o golpe, e não quis reagir, apesar de o poder fazer; considerando a sua falsa posição na corte, resignou-se e pediu licença para sair do reino, que logo lhe foi concedida. Foi então residir para Inglaterra, e ali se relacionou com os mais conhecidos eruditos, fortalecendo com o estudo e aquela convivência o amor à ciência, e tanto se salientou e tanta estima adquiriu, que mereceu a grande honra de ser nomeado membro da Sociedade Real de Londres, distinção que acima de todas apreciava, dizendo que só a devia a si próprio. Contudo, o culto pelas armas também o animava. Declarara-se a Áustria e a Prússia, e alistou-se como voluntário, defendendo a bandeira austríaca, militando na guerra dos Sete Anos, distinguindo-se na batalha de Maxen, em que a sorte das armas se decidiu contra Maria Teresa de Áustria, terminando aquela guerra com a paz de Hubertsburgo e a perda da Silésia, que passou às mãos do vencedor. D. João Carlos de Bragança ficara entre os vencidos, mas foi saudado pelos camaradas e pelos próprios inimigos pelo seu denodo e galhardia. Despreocupado, e impossibilitado ainda de voltar à pátria, empreendeu uma série de viagens, com as quais o seu esclarecido espírito muito se enriqueceu. Por duas vezes percorreu a Suíça, a Itália e a França. Visitou depois sucessivamente a Grécia europeia, o Egipto, a Trácia, a Frígia, a Lídia, a Tessália e a Mesopotâmia. Mais tarde esteve na Prússia, Polónia, Suécia, Dinamarca e Lapónia. Em todas as cortes estrangeiras era admirada a sua ilustração, sendo bem acolhido pelos soberanos e homens notáveis, mantendo com o imperador José II da Alemanha tão cordiais e afectuosas relações que, ainda depois de viver em Portugal, não deixou o imperador de se corresponder com o seu dilecto amigo.

### O auto-exílio e as viagens pela Europa e Médio Oriente
Percebendo a situação, e tendo como precedente o processo dos Távora, pediu licença para sair do Reino, que logo lhe foi concedida.
Foi então residir para Inglaterra, relacionando-se ali com os mais conhecidos eruditos e fortalecendo com o estudo e a convivência o amor à ciência. Tanto se salientou e tanta estima adquiriu que mereceu a honra de ser nomeado membro da Sociedade Real de Londres, distinção que, depois, acima de todas apreciaria, dizendo que só a devia a si próprio.
Declarando-se a guerra dos Sete Anos entre a Áustria e a Prússia, alistou-se como voluntário nas forças austríacas. Distinguiu-se na batalha de Maxen, onde a sorte das armas se decidiu contra Maria Teresa de Áustria, terminando aquela guerra com o Tratado de Hubertsburg, que selou a perda da Silésia, que foi anexada à Prússia.
Terminada a guerra, estando impossibilitado ainda de voltar a Portugal, empreendeu uma série de viagens, com as enriqueceu a sua cultura e mundividência. Por duas vezes percorreu a Suíça, a Itália e a França. Visitou depois sucessivamente a Grécia europeia, o Egipto, a Trácia, a Frígia, a Lídia, a Tessália e a Mesopotâmia. Mais tarde esteve na Prússia, Polónia, Suécia, Dinamarca e Lapónia.
A sua ilustração era admirada, sendo bem acolhido pelos soberanos e homens notáveis, mantendo com o imperador José II da Alemanha tão cordiais e afectuosas relações que, ainda depois de viver em Portugal, não deixou o imperador de se corresponder com o seu dilecto amigo.

### A Viradeira e o regresso a Portugal
A 24 de Fevereiro de 1777 faleceu José I. Terminava o governo do marquês de Pombal e iniciava-se a Viradeira, com a novel rainha D. Maria I a restabelecer muita da influência perdida pela alta nobreza. Achando azado o momento, e consolidado o afastamento de Pombal, em 1779 D. João Carlos resolve regressar a Portugal depois duma ausência de 17 anos.
Esperavam-no os mais altos favores do trono, como que para lhe compensar o longo desterro. Recebeu o título de duque de Lafões, que lhe fora negado em 1771, sendo-lhe concedidas as comendas de que fora privado, com os seus rendimentos em atraso, por alvarás de mercê nos anos de 1777 e 1778 e as custas no de 1781.
Por carta de 11 de Abril de 1780 foram-lhe concedidos mais 250$000 réis para, com os 500$000 réis que percebia como marquês, completar os 750$000 réis do título de duque, vencendo este assentamento anualmente desde o dia em que herdara aquele título. Por decreto de 15 de Setembro do mesmo ano foi nomeado Conselheiro de Guerra e mais tarde Conselheiro de Estado, em 9 de Julho de 1796. Sucedeu no governo das armas da corte ao tenente general conde de Azambuja, e comandou as tropas no seu funeral. Por decreto de 13 de Maio de 1791 foi nomeado marechal general encarregado do governo das armas de todas as tropas de infantaria, cavalaria, artilharia e corpo de engenheiros, e director de todas elas.

### A fundação da Academia das Ciências
A sua ilustração e a sua residência durante largos anos no estrangeiro deram-lhe grande influência na corte. O seu parecer era frequentemente consultado e as suas opiniões escutadas com o máximo interesse. No seu regresso a Portugal o duque de Lafões ouvira em Nápoles referências elogiosas ao erudito abade José Correia da Serra, que então vivia em Roma. O duque relacionou-se com o seu ilustrado compatriota, trazendo-o consigo para Lisboa e hospedando-o no seu próprio palácio.
José Correia da Serra tornou-se no mentor do duque nos seus trabalhos literários e científicos. Perante a aridez do panorama cultural português, o duque de Lafões e Correia da Serra lembraram-se de fundar uma sociedade científica e literária, que estivesse à altura das sociedades congéneres existentes na Europa e substituísse a decadente Academia Real de História Portuguesa, fundada por D. João V em 1720. Obtido o beneplácito régio, instituiu-se a Academia Real das Ciências de Lisboa, cujos estatutos foram aprovados em 24 de Dezembro de 1779.
Esta Academia ficou constituída com os homens mais eminentes em ciências e letras que nessa época viviam em Portugal. A primeira sessão realizou-se a 16 de Janeiro de 1780 e nela o duque de Lafões foi eleito sócio efectivo na classe de Literatura Portuguesa.
Na sessão seguinte o duque foi nomeado presidente perpétuo e o abade José Correia da Serra primeiro secretário.
Na sessão de 2 de Outubro de 1780, o duque foi nomeado membro da Comissão da Indústria Nacional.
A 9 de Julho de 1796 foi nomeado conselheiro de Estado. Nestas funções exerceu forte influência na consolidação da investigação científica em Portugal, protegendo diversos cientistas e exploradores, e na fundação da Lotaria Nacional.

### A ascensão a Ministro Assistente ao Despacho
Por carta régia do príncipe regente, de 26 de Janeiro de 1801, foi nomeado mordomo-mor, mas já tinha esse cargo no dia 6 do mês, data do decreto porque fora nomeado ministro assistente ao despacho do gabinete, para todos os negócios e incumbências de que o regente fosse servido encarregá-lo, em todos os ramos da administração pública, que se achavam divididos pelas secretarias do Estado, encarregando-o particularmente do expediente dos negócios da guerra, que o regente havia separado da secretaria de Estado a que pertencia. Este cargo era equivalente ao exercido actualmente pelo primeiro-ministro.
Contudo, face ao desastroso resultado da Guerra das Laranjas,  foi demitido do cargo a 21 de Maio de 1801, terminando, aos 82 anos de idade, sua carreira política.
O 2.º duque de Lafões, em 1801, retirou-se para a vida privada, no seu palácio do Grilo, em Lisboa, entregando-se aos seus trabalhos literários e científicos. Em sua casa reunia os homens mais eruditos do tempo, com quem sustentava conversações e discussões científicas, reunindo uma biblioteca rica em edições e manuscritos raros e uma galeria de pintura.

### A Guerra das Laranjas
O duque de Lafões, que conhecia bem a Europa, não cessava de aconselhar que se mantivesse uma prudente neutralidade nas guerras que se seguiram à Revolução Francesa. Contudo, o seu conselho não foi atendido e o príncipe regente D. João decidiu apoiar a facção monárquica, envolvendo-se crescentemente na política antifrancesa.
Por essa razão Portugal participou, ao lado da Espanha e Inglaterra na luta contra a França, nomeadamente na Campanha do Rossilhão e através da participação da esquadra portuguesa no cerco a Toulon. Tendo a Espanha negociado a paz com a França, Portugal ficou isolado e dependente em extremo da aliança britânica.
Nesse contexto, em 1801 a Espanha aliada com a França declarou guerra a Portugal, tendo o exército espanhol do Príncipe da Paz transposto as fronteiras do Alentejo. Nessa emergência, a corte resolveu confiar na experiência militar do antigo voluntário de Maria Teresa de Áustria, e o 2.º duque de Lafões, apesar de já ter 82 anos de idade, assumiu, no seu posto de marechal general, o comando do exército português.
A rápida refrega, que ficou jocosamente conhecida pela Guerra das Laranjas, teve um rápido desfecho, traduzindo-se numa total derrota das forças portuguesas, que abandonaram as principais praças fronteiriças sem sério combate. Em resultado, Portugal teve de ceder parte do seu território, incluindo a praça de Olivença. Pelo contrário nos combates travados no continente americano Portugal conquistou a Espanha vastos territórios no sul do Brasil.
O general Francisco de Borja Garção Stockler, que foi seu secretário durante a campanha, bem tentou reabilitar a imagem do duque marechal, publicando, nas Cartas ao autor da Historia Geral das Invasões Francesas e na polémica que se arrastou durante anos com José Acúrsio das Neves, o autor da referida História Geral, inúmeras justificações para o fiasco.

## Casamento e descendência

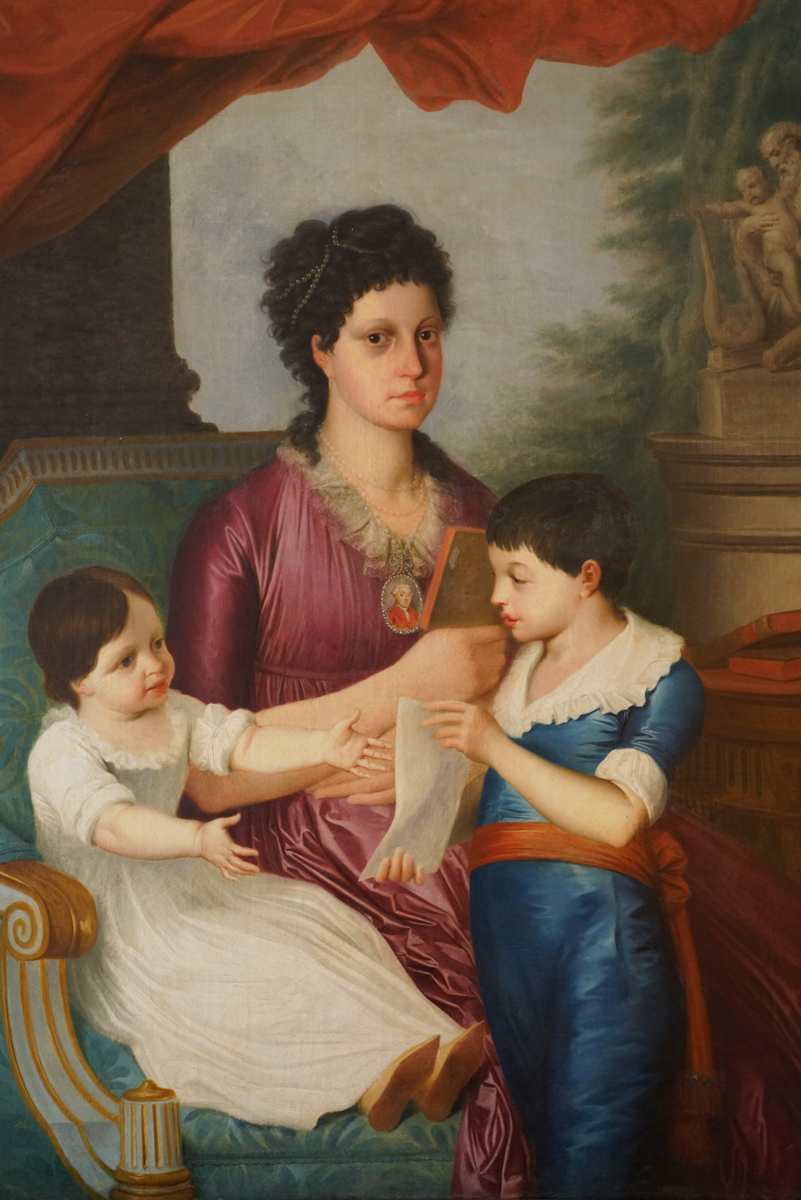
D. Henriqueta Júlia Lorena e Meneses, Duquesa de Lafões, retratada com o filho e a filha D. Ana Maria

O duque de Lafões casou em Lisboa em 29 de Janeiro de 1788 com D. Henriqueta Júlia Lorena e Meneses (Lisboa, 1772-1810), de 16 anos, filha dos marqueses de Marialva. O Marquês era ajudante general do exército, durante seu comando. Tiveram um filho cedo morto e três filhas.
1. D. José João Miguel de Bragança e Ligne de Sousa Tavares Mascarenhas da Silva, nascido em Lisboa a 20 de Junho de 1795 e morto em Lisboa a 15 de Novembro de 1801, feito duque de Miranda do Corvo, faleceu com apenas 6 anos.
2. Carlota, nascida e morta em Lisboa em 1792.
3. Ana Maria, nascida em Lisboa em 1797 e morta em Lisboa em 1851. Foi feita mercê ao 2.º duque de Lafões, por alvará de 19 de Dezembro de 1805, dos bens da coroa e ordens, e dos títulos de juro e herdade, para esta sua filha D. Ana Maria de Bragança e Ligne de Sousa Tavares Mascarenhas da Silva, depois 3ª duquesa de Lafões, casada com D. Segismundo Caetano Álvares Pereira de Melo, irmão do duque de Cadaval.
4. Maria Domingas  Francisca de Bragança de Sousa e Ligne, nascida em Lisboa em 1801 e morta em Marselha em 1855, casou em Lisboa em 1820 com o 6.º duque de Cadaval, D. Nuno Caetano Álvares Pereira de Melo, morto em 1837.

## Títulos, estilos e honras
- 6 de março de 1719 – 30 de dezembro de 1743: Dom João Carlos de Bragança
- 30 de dezembro de 1743 – 26 de junho de 1761: Sua Excelência, o Conde de Miranda do Corvo
- 26 de junho de 1761 – 10 de novembro de 1806: Sua Excelência, o Duque de Lafões, Marquês de Arronches

### Honras e condecorações
O duque de Lafões era grã-cruz e alferes da Ordem Militar de Cristo, por decreto de 9 de Novembro de 1789. Possuía também a grã-cruz da Legião de Honra de França.
A Academia Real das Ciências, em gratidão para com o seu fundador, resolveu em 1817 mandar fazer o busto do 2.º duque de Lafões para ser colocado na Sala das Sessões, encarregando do trabalho da escultura o professor Joaquim Machado de Castro, que era sócio correspondente da mesma Academia. A Academia tinha deliberado que as despesas da feitura do busto corressem por conta dos sócios, mas sucedeu, porém, que a quota de contribuição se tornou muito módica, porquanto Joaquim Machado de Castro se prestou generoso a executar de graça a parte mais essencial da obra, isto é tudo o que pertencia ao trabalho pessoal do artista. Por voto unânime da Academia foi concedido ao escultor uma medalha de ouro, como testemunho público de gratidão. O busto fez-se, e colocou-se efectivamente na Sala de Sessões, sobre um pedestal feito de madeira. Em 1866, porém, sendo presidente o rei D. Fernando II, resolveu a Academia substituir o pedestal, que se considerava impróprio, por um outro de mármore, que neste ano foi colocado na referida sala, onde ainda hoje existe.
Christoph Willibald Gluck escreveu uma composição dedicada ao amigo duque de Lafões – Paride ed Elena. A dedicatória pode ser lida no prefácio, em italiano.